# Skate Canada 1986
Navigation
Édition précédente Édition suivante
Le Skate Canada (ou Internationaux Patinage Canada) est une compétition internationale de patinage artistique qui se déroule au Canada au cours de l'automne. Il accueille des patineurs amateurs de niveau senior dans quatre catégories: simple messieurs, simple dames, couple artistique et danse sur glace.
Le treizième Skate Canada est organisé du 30 octobre au 2 novembre 1986 au Brandt Centre de Regina dans la province de la Saskatchewan. 

## Résultats

### Messieurs
| Rang    | Nom                 | Pays               | Points | Fig. impo. | Prog. court | Prog. libre |
| ------- | ------------------- | ------------------ | ------ | ---------- | ----------- | ----------- |
| 1       | Vitali Egorov       | Union soviétique   | 3.4    | 1          | 2           | 2           |
| 2       | Christopher Bowman  | États-Unis         | 5.0    | 6          | 1           | 1           |
| 3       | Grzegorz Filipowski | Pologne            | 7.4    | 2          | 3           | 5           |
| 4       | Neil Paterson       | Canada             | 9.0    | 5          | 5           | 4           |
| 5       | Petr Barna          | Tchécoslovaquie    | 9.6    | 4          | 3           | 6           |
| 6       | Makoto Kano         | Japon              | 11.4   | 10         | 6           | 3           |
| 7       | Scott Kurttila      | États-Unis         | 14.6   | 8          | 7           | 7           |
| 8       | Frédéric Harpagès   | France             | 14.8   | 3          | 10          | 9           |
| 9       | Michael Slipchuk    | Canada             | 15.4   | 7          | 8           | 8           |
| 10      | Oula Jääskeläinen   | Finlande           | 19.0   | 9          | 9           | 10          |
| Forfait | Joachim Edel        | Allemagne de l'Est |        |            |             |             |

### Dames
| Rang    | Nom              | Pays                 | Points | Fig. impo. | Prog. court | Prog. libre |
| ------- | ---------------- | -------------------- | ------ | ---------- | ----------- | ----------- |
| 1       | Elizabeth Manley | Canada               | 2.8    | 1          | 3           | 1           |
| 2       | Claudia Leistner | Allemagne de l'Ouest | 5.2    | 4          | 2           | 2           |
| 3       | Joanne Conway    | Royaume-Uni          | 7.2    | 2          | 5           | 4           |
| 4       | Tracey Damigella | États-Unis           | 7.6    | 5          | 4           | 3           |
| 5       | Kelly Szmurlo    | États-Unis           | 11.4   | 6          | 7           | 5           |
| 6       | Željka Čižmešija | Yougoslavie          | 12.6   | 7          | 6           | 6           |
| Abandon | Natalia Lebedeva | Union soviétique     |        | 3          | 1           |             |

### Couples
| Rang | Nom                                  | Pays               | Points | Prog. court | Prog. libre |
| ---- | ------------------------------------ | ------------------ | ------ | ----------- | ----------- |
| 1    | Cynthia Coull / Mark Rowsom          | Canada             | 1.8    | 2           | 1           |
| 2    | Ekaterina Gordeeva / Sergueï Grinkov | Union soviétique   | 2.4    | 1           | 2           |
| 3    | Natalie Seybold / Wayne Seybold      | États-Unis         | 5.0    | 5           | 3           |
| 4    | Elena Kvitchenko / Rashid Kadyrkaev  | Union soviétique   | 5.6    | 4           | 4           |
| 5    | Denise Benning / Lyndon Johnston     | Canada             | 6.2    | 3           | 5           |
| 6    | Katrin Kanitz / Tobias Schröter      | Allemagne de l'Est | 8.4    | 6           | 6           |
| 7    | Maradith Feinberg / Craig Maurizi    | États-Unis         | 9.8    | 7           | 7           |
| 8    | Cheryl Peake / Andrew Naylor         | Royaume-Uni        | 11.2   | 8           | 8           |

### Danse sur glace
| Rang    | Nom                                    | Pays             | Points | Danse imposée | Danse originale | Danse libre |
| ------- | -------------------------------------- | ---------------- | ------ | ------------- | --------------- | ----------- |
| 1       | Natalia Annenko / Genrikh Sretenski    | Union soviétique | 2.0    | 1             | 1               | 1           |
| 2       | Suzanne Semanick / Scott Gregory       | États-Unis       | 4.0    | 2             | 2               | 2           |
| 3       | Karyn Garossino / Rod Garossino        | Canada           | 6.0    | 3             | 3               | 3           |
| 4       | Sharon Jones / Paul Askham             | Royaume-Uni      | 8.0    | 4             | 4               | 4           |
| 5       | Corinne Paliard / Didier Courtois      | France           | 10.4   | 5             | 6               | 5           |
| 6       | Michelle McDonald / Michael Farrington | Canada           | 11.6   | 6             | 5               | 6           |
| 7       | Dorothy Rodek / Robert Nardozza        | États-Unis       | 14.0   | 7             | 7               | 7           |
| Abandon | Kathrin Beck / Christoff Beck          | Autriche         |        | 8             |                 |             |

## Sources
- Podiums et résultats des patineurs canadiens sur le site de Patinage Canada
- (en) « The 1986 Skate Canada International Competition », sur skateguard1.blogspot.com
- (en) « SKATE CANADA '86 », sur usfsa.xmlmanager.qg.com